# Pompa obiegowa

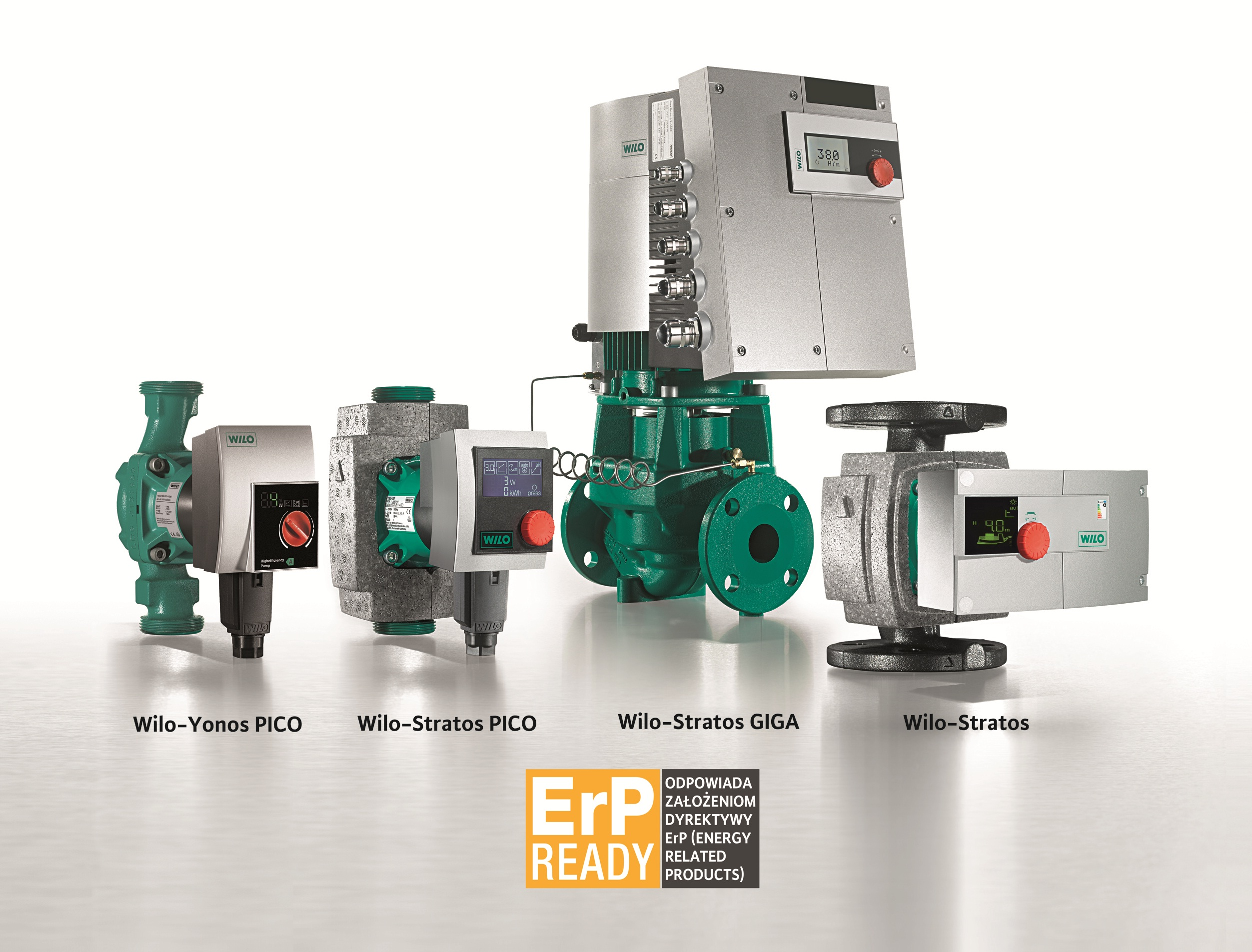
Pompy obiegowe

Pompa obiegowa – maszyna robocza, która wywołuje przepływ cieczy (wody lub wodnych roztworów, najczęściej glikoli) w obiegach (pierwotnych lub wtórnych) w instalacjach grzewczych lub chłodzących. 
Jako pompy obiegowe stosowane są wyłącznie pompy wirowe.

## Historia
Pierwszy urządzeniem wykorzystywanym do wymuszania obiegu wody w instalacji grzewczej był, opatentowany w 1929 roku przez inżyniera Wilhelma Opländera, przyspieszacz obiegu tzw. pompa kolanowa - typu HP, DN 67/0,25 kW. Konstrukcja ta wykorzystywała zamknięty silnik elektryczny, który napędzał wirnik (w postaci śmigła) umieszczony bezpośredni w kolanie rurociągu. 

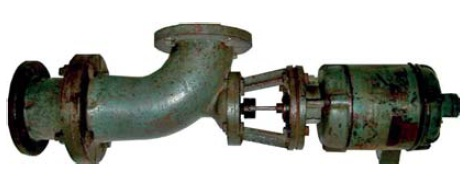
Przyspieszacz obiegu produkcji Wilo

## Budowa
Pod względem konstrukcyjnym i przemian energetycznych, pompy wirowe zalicza się do hydraulicznych maszyn przepływowych. Wspólną cechą wielu wariantów pomp wirowych jest osiowy dopływ cieczy do wirnika. Silnik elektryczny obraca wał pompy z nasadzonym na nim wirnikiem. Napływająca osiowo przez króciec ssawny do wirnika ciecz jest przez łopatki wirnika odchylana w  kierunku promieniowym, a wywierana przez nie na ciecz siła odśrodkowa powoduje zwiększenie prędkości przepływu i ciśnienia. Z wirnika ciecz przepływa do spiralnej obudowy, w której dzięki jej konstrukcji, prędkość przepływu spada, a w wyniku przemian energetycznych wzrasta ciśnienie.
Pompa składa się z następujących, głównych elementów:
- obudowy (korpusu),

- silnika,

- wirnika.

Ze względu na budowę, pompy wirowe możemy podzielić na dwie grupy: pompy dławnicowe oraz bezdławnicowe.
- Pompa obiegowa dławnicowa – rodzaj pompy wirowej, w której elektryczny silnik napędowy jest całkowicie oddzielony od pompowanej cieczy. W tym przypadku przejście wału wirnika pompy przez jej korpus uszczelnione jest za pomocą dławnicy lub uszczelnienia mechanicznego. Element uszczelniający smarowany jest przez pompowaną ciecz. Silnik napędowy pompy chłodzony jest powietrzem, a łożyska jego wirnika wymagają smarowania.

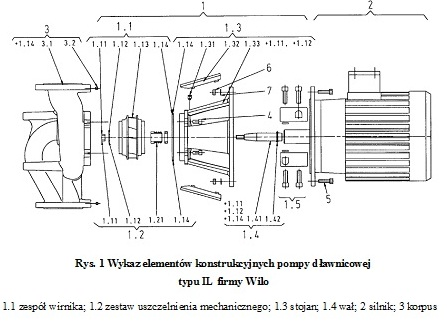

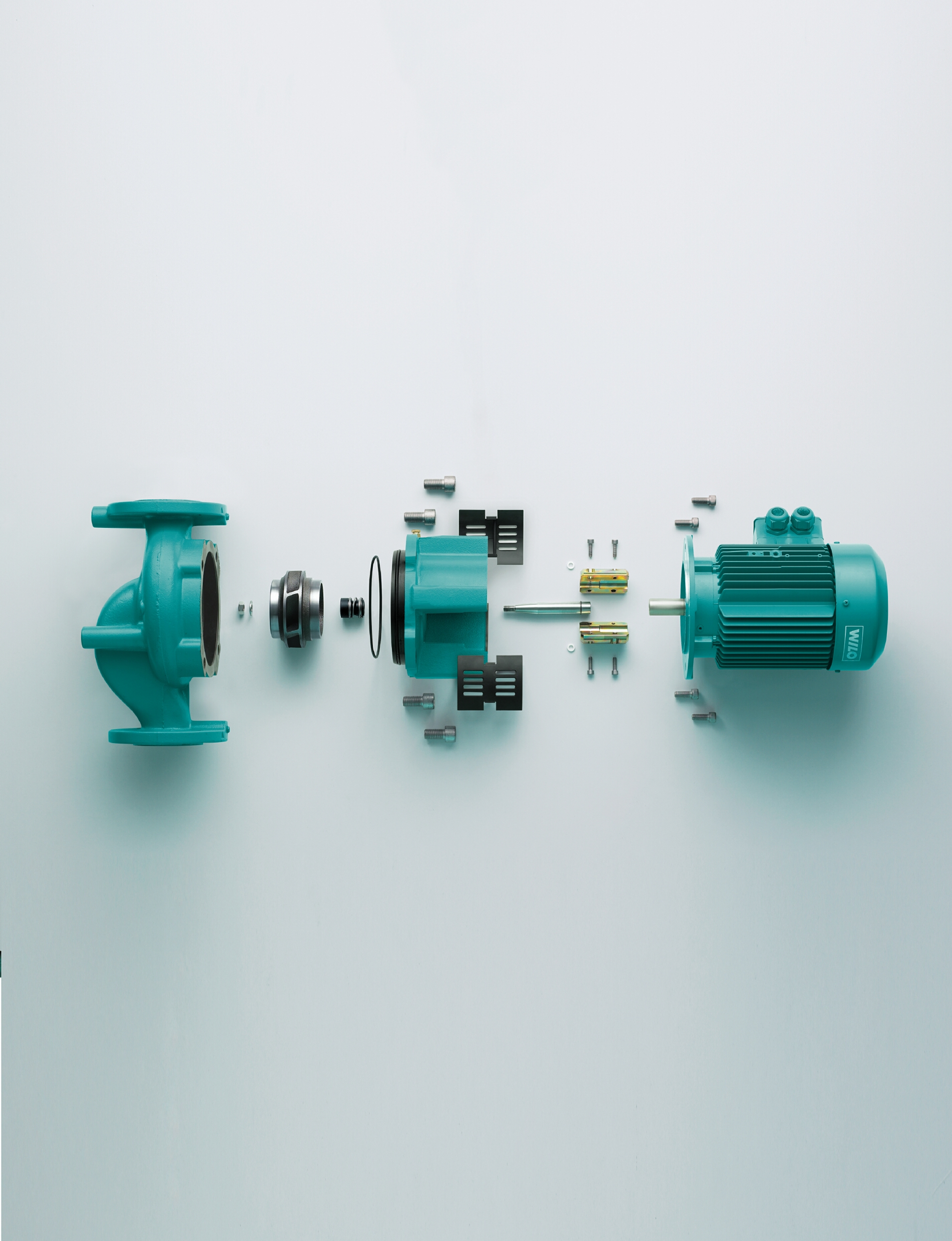
Budowa elektronicznej pompy obiegowej dławnicowej.

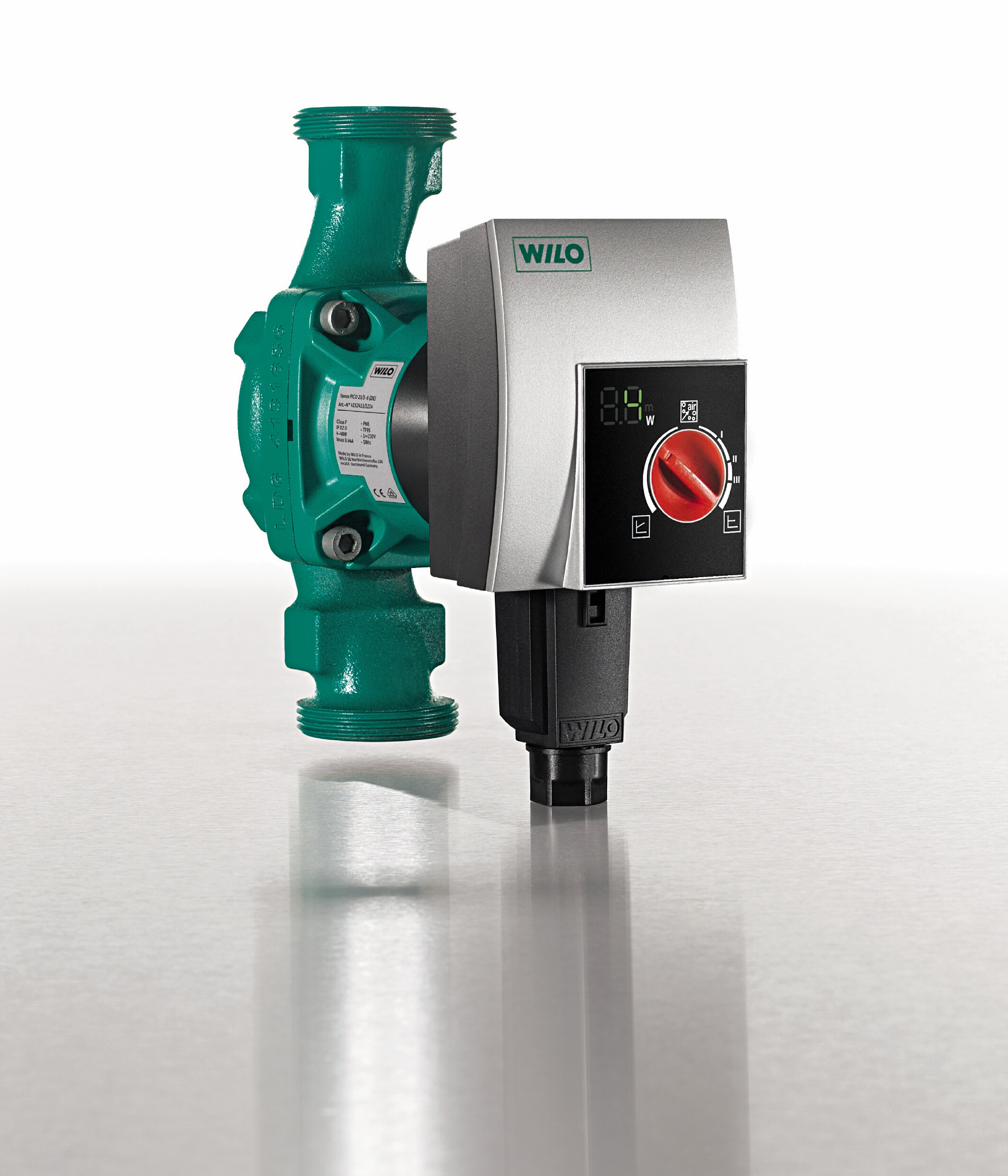
Pompa obiegowa bezdławnicowa.

- Pompa obiegowa bezdławnicowa (mokrobieżna) – W tej konstrukcji wszystkie obracające się wewnątrz silnika części o biegunach dzielonych są zanurzone w przetłaczanym medium. Nie jest konieczne uszczelnianie wału za pomocą dławnicy lub uszczelnienia mechanicznego, które jest niezbędne w przypadku standardowych konstrukcji pomp. Przetłaczana ciecz smaruje łożyska wału i chłodzi elementy silnika. Elektryczna część silnika pompy (stojan z uzwojeniem) oddzielona jest od tak zwanej mokrej komory za pomocą hermetycznej kartuszy silnika (w pompach z silnikiem asynchronicznym) lub za pomocą tulei uszczelnionej pierścieniami o-ring. Dzięki zastosowanej zwartej hermetycznej konstrukcji, praca wirowych pomp bezdławnicowych charakteryzuje się znacznie mniejszym poziomem hałasu niż ma to miejsce w pompach o konstrukcji dławnicowej. Hermetyzacja mokrej komory wirnika ma bezpośredni wpływ na sprawność urządzenia z uwagi na wielkość szczeliny między stojanem a wirnikiem oraz oporność magnetyczną materiału, z którego wykonana jest wybrana tuleja. Straty spowodowane przez tuleje oddzielającą wpływały na niższe sprawności pomp bezdławnicowych w porównaniu do pomp o konstrukcji dławnicowej.

- Wysokosprawne pompy obiegowe bezdławnicowe - Na rynku istnieje wiele energooszczędnych pomp obiegowych. Najlepszą, stosowaną przy produkcji silników jest technologia ECM zapewniająca doskonałą sprawność pomp. EC (Electronically Commutated) oznacza silnik komutowany elektronicznie. Jego podstawę stanowi silnik synchroniczny z wirnikiem z magnesu stałego. Wirujące pole magnetyczne stojana wytwarzane jest przez komutację elektroniczną. Oznacza to, że uzwojenia stojana są odpowiednio sterowane w celu uzyskania pożądanego wzajemnego oddziaływania biegunów magnetycznych i elektrycznych.

Redukcja szczeliny powietrznej oraz tuleja oddzielająca wykonana z materiału nowej generacji charakteryzującego się mniejszymi stratami przepływu strumienia magnetycznego pomiędzy stojanem a wirnikiem, wpłynęły na zasadnicze zwiększenie sprawności pomp obiegowych o konstrukcji bezdławnicowej. Cicha praca oraz zwarta konstrukcja powodują, iż pompy o konstrukcji bezdławnicowej są najpopularniejszym rozwiązaniem instalacji grzewczych i klimatyzacyjnych.
- Pompa obiegowa bezdławnicowa o wysokiej sprawności – pompa napędzana synchronicznym silnikiem elektronicznie komutowanym z wirnikiem w formie magnesu trwałego (silnik ECM – ang. Electronically Commutated Motor).

## Zasada działania
Energia mechaniczna dostarczona do pompy obiegowej (p.o.) przez silnik, przekazywana jest za pośrednictwem wirnika do strumienia cieczy, powodując przyrost jej ciśnienia (energii potencjalnej) i prędkości (energii kinetycznej). Przyrost energii cieczy następuje tylko w wirniku pompy obiegowej, jako jedynym elemencie przekazującym energię. W pozostałych elementach p.o. następuje tylko zamiana jednej formy energii na inną, np. energii kinetycznej na energię ciśnienia. Na przykład w spiralnie ukształtowanym korpusie p.o. następuje zamiana części energii kinetycznej w energię potencjalną, co powoduje dalszy przyrost ciśnienia cieczy. Ciśnienie wytwarzane przez p.o. zostaje wykorzystane do pokonania oporów przepływu cieczy przez obieg grzewczy lub chłodzący. Podczas pracy pompy obiegowej, w centralnej części wirnika następuje spadek ciśnienia cieczy, co powoduje napływ cieczy przez króciec ssawny. W przypadku nadmiernego spadku tego ciśnienia, w niektórych częściach wirnika ciśnienie może być niższe niż ciśnienie nasycenia, odpowiadające temperaturze pompowanej cieczy, co jest przyczyną tzw. kawitacji, tj. odparowania cieczy. Aby temu zapobiec, ciśnienie cieczy w króćcu ssawnym (na dopływie do p.o.) powinno być wyższe niż ciśnienie nasycenia, odpowiadające temperaturze cieczy o tzw. wymaganą nadwyżkę antykawitacyjną (ang. Net Positive Suction Head – NPSH).

## Parametry
Parametrami pomp obiegowych są: 
- wydajność Q,
- ciśnienie ∆p (wysokość podnoszenia ∆H) pompy,
- pobór mocy P,
- sprawność zespołu pompowego η,
- prędkość obrotowa wirnika n,
- nadwyżka antykawitacyjna NPSH,
- poziom hałasu L.

W praktyce korzysta się z graficznych zależności między wielkościami Q, ∆p (∆H), P i η, które noszą nazwę charakterystyk pomp. Są one wyznaczane w wyniku badań, których metodyka jest znormalizowana. Charakterystyki te wyznaczane są przy pompowaniu wody o gęstości 1000 kg/m³ i lepkości kinematycznej = 1 mm²/s.  Gdy p.o. używana jest do pompowania cieczy o innej gęstości i lepkości, to charakterystyki pompy należy przeliczyć. Charakterystyki pomp obiegowych podawane są w katalogach i dokumentacji techniczno-ruchowej, przy czym ich przebieg stanowi przedmiot gwarancji producentów pomp.